# Temporada da Deutsche Tourenwagen Masters de 2009
A Temporada da Deutsche Tourenwagen Masters de 2009 foi a décima temporada desde o retorno da competição em 2000. A série começou em 17 de maio no Hockenheim e terminou em 25 de outubro no mesmo local. Nessa temporada houve mudanças nas regras, anunciadas em 21 de abril de 2009. A qualificação passou a consistir em quatro sessões, diferentemente de 2008 em que consistia em duas. O peso mínimo dos carros também foi alterado, com os carros de 2009 pesando até 1050 kg, carros de 2008 até 1030 kg e carros de 2007 até 1010 kg.
Timo Scheider revalidou o título, tornando-se no primeiro piloto a conquistar dois campeonatos consecutivos.

## Equipes e pilotos
- Dos dezenove pilotos que competiram na temporada de 2008, somente Bernd Schneider e Christijan Albers não continuaram. Iniciantes em 2009 são o trio da Kolles Futurecom: Christian Bakkerud, Johannes Seidlitz e Tomáš Kostka.

| Fabricante    | Carro                      | Equipe                          | No. | Pilotos            | Rondas    |
| ------------- | -------------------------- | ------------------------------- | --- | ------------------ | --------- |
| Audi          | Audi A4 DTM 2009           | Audi Sport Team Abt Sportsline  | 1   | Timo Scheider      | Todas     |
| Audi          | Audi A4 DTM 2009           | Audi Sport Team Abt Sportsline  | 2   | Tom Kristensen     | Todas     |
| Audi          | Audi A4 DTM 2009           | Audi Sport Team Abt Sportsline  | 5   | Mattias Ekström    | Todas     |
| Audi          | Audi A4 DTM 2009           | Audi Sport Team Abt Sportsline  | 6   | Martin Tomczyk     | Todas     |
| Audi          | Audi A4 DTM 2008           | Audi Sport Team Rosberg         | 11  | Mike Rockenfeller  | Todas     |
| Audi          | Audi A4 DTM 2008           | Audi Sport Team Rosberg         | 12  | Markus Winkelhock  | Todas     |
| Audi          | Audi A4 DTM 2008           | Audi Sport Team Phoenix         | 14  | Alexandre Prémat   | Todas     |
| Audi          | Audi A4 DTM 2008           | Audi Sport Team Phoenix         | 15  | Oliver Jarvis      | Todas     |
| Audi          | Audi A4 DTM 2008           | Audi Sport Team Abt Lady Power  | 21  | Katherine Legge    | Todas     |
| Audi          | Audi A4 DTM 2007           | Kolles Futurecom-TME            | 18  | Christian Bakkerud | 1-4, 6-10 |
| Audi          | Audi A4 DTM 2007           | Kolles Futurecom-TME            | 19  | Johannes Seidlitz  | 1-2, 5-10 |
| Audi          | Audi A4 DTM 2007           | Kolles Futurecom-BRT            | 20  | Tomáš Kostka       | Todas     |
| Mercedes-Benz | AMG-Mercedes C-Klasse 2009 | AMG Mercedes                    | 3   | Paul di Resta      | Todas     |
| Mercedes-Benz | AMG-Mercedes C-Klasse 2009 | TRILUX AMG Mercedes             | 4   | Ralf Schumacher    | Todas     |
| Mercedes-Benz | AMG-Mercedes C-Klasse 2009 | Mercedes-Benz Bank AMG Mercedes | 9   | Bruno Spengler     | Todas     |
| Mercedes-Benz | AMG-Mercedes C-Klasse 2009 | Salzgitter AMG Mercedes         | 10  | Gary Paffett       | Todas     |
| Mercedes-Benz | AMG-Mercedes C-Klasse 2008 | Junge Sterne AMG Mercedes       | 7   | Jamie Green        | Todas     |
| Mercedes-Benz | AMG-Mercedes C-Klasse 2008 | TV-Spielfilm AMG Mercedes       | 8   | Susie Stoddart     | Todas     |
| Mercedes-Benz | AMG-Mercedes C-Klasse 2008 | GQ AMG Mercedes                 | 16  | Maro Engel         | Todas     |
| Mercedes-Benz | AMG-Mercedes C-Klasse 2008 | AMG Mercedes                    | 17  | Mathias Lauda      | Todas     |

### Mudanças de pilotos
Mudança de equipe
- Katherine Legge: Futurecom-TME → Audi Sport Team Abt Lady Power

Entrando na DTM
- Christian Bakkerud: GP2 Series (Super Nova Racing) → Futurecom-TME
- Tomáš Kostka: Czech Touring Car Championship (BRT) → Futurecom-BRT
- Johannes Seidlitz: Formula Renault BARC (Mark Burdett Motorsport) → Futurecom-TME

Deixando a DTM
- Christijan Albers: Futurecom-TME→ Le Mans Series (Kolles)
- Bernd Schneider: Original-Teile AMG Mercedes → Aposentadoria

## Calendário
| Ronda | Circuito                        | Data           | Pole Position   | Volta mais rápida | Piloto vencedor | Equipe vencedora               |
| ----- | ------------------------------- | -------------- | --------------- | ----------------- | --------------- | ------------------------------ |
| 1     | Hockenheimring                  | 17 de maio     | Mattias Ekström | Mattias Ekström   | Tom Kristensen  | Audi Sport Team Abt Sportsline |
| 2     | EuroSpeedway Lausitz            | 31 de maio     | Mattias Ekström | Jamie Green       | Gary Paffett    | Salzgitter AMG Mercedes        |
| 3     | Norisring, Nuremberg            | 28 de junho    | Timo Scheider   | Katherine Legge   | Jamie Green     | Junge Sterne AMG Mercedes      |
| 4     | Circuit Park Zandvoort          | 19 de julho    | Oliver Jarvis   | Mattias Ekström   | Gary Paffett    | Salzgitter AMG Mercedes        |
| 5     | Motorsport Arena Oschersleben   | 2 de agosto    | Tom Kristensen  | Timo Scheider     | Timo Scheider   | Audi Sport Team Abt Sportsline |
| 6     | Nürburgring                     | 16 de agosto   | Martin Tomczyk  | Mattias Ekström   | Martin Tomczyk  | Audi Sport Team Abt Sportsline |
| 7     | Brands Hatch, Kent              | 6 de setembro  | Paul di Resta   | Paul di Resta     | Paul di Resta   | AMG Mercedes                   |
| 8     | Circuit de Catalunya, Barcelona | 20 de setembro | Tom Kristensen  | Timo Scheider     | Timo Scheider   | Audi Sport Team Abt Sportsline |
| 9     | Dijon-Prenois                   | 11 de outubro  | Bruno Spengler  | Paul di Resta     | Gary Paffett    | Salzgitter AMG Mercedes        |
| 10    | Hockenheimring                  | 25 de outubro  | Mattias Ekström | Gary Paffett      | Gary Paffett    | Salzgitter AMG Mercedes        |

## Resumo da temporada
Timo Scheider conquistou o seu segundo título no DTM com a equipa Audi Abt Sportsline. Com o rival de longa temporada, o piloto da Mercedes-Benz Gary Paffett a conquistar quatro vitórias ao longo da temporada, e com Scheider a ser desclassificado na 4º prova da época, em Zandvoort, Paffett liderou o campeonato durante grande parte da temporada. Desde a ronda de Zandvootr Scheider terminou em primeiro ou segundo lugar em todos os eventos até ao final da temporada com excepção da ronda francesa (incluindo vitórias em Oschersleben e Catalunha). Quando Paffett voltou ao pódio com vitórias nas duas últimas provas do ano, Scheider já tinha construído uma margem de pontos suficientemente grande para manter o título.
Paul di Resta subiu ao pódio três vezes nas últimas quatro corridas, incluindo uma vitória em Brands Hatch para sair do pelotão em terceiro lugar na pontuação da série, quatro pontos à frente de Bruno Spengler e Mattias Ekström. Para além de Scheider, Paffett e di Resta, as vitórias nas corridas foram conquistadas por Tom Kristensen na abertura da temporada em Hockenheim, a sua última vitória no carro vencedor de todos os tempos antes da semi-reforma; Jamie Green no circuito urbano de Norisring e por Martin Tomczyk em Nürburgring.
Os esforços combinados de Paffett e Spengler fizeram com que a equipa HWA liderada pelo Salzgitter/Mercedes-Benz Bank reivindicasse a equipa premiada no final da época, 100 pontos a 85 pontos da equipa Abt Sportsline de Scheider e Kristensen.

## Resultados
| Pos | Piloto             | HOC1 | LAU | NOR | ZAN | OSC | NÜR | BRH | CAT | DIJ | HOC2 | Pontos |
| --- | ------------------ | ---- | --- | --- | --- | --- | --- | --- | --- | --- | ---- | ------ |
| 1   | Timo Scheider      | 2    | 5   | 4   | DSQ | 1   | 2   | 2   | 1   | 6   | 2    | 64     |
| 2   | Gary Paffett       | Ret  | 1   | 5   | 1   | 5   | 8   | 4   | 4   | 1   | 1    | 59     |
| 3   | Paul di Resta      | 5    | 4   | 7   | 6   | 4   | Ret | 1   | 7   | 2   | 3    | 45     |
| 4   | Bruno Spengler     | Ret  | 2   | 2   | 5   | 6   | 6   | 6   | 5   | 3   | 7    | 41     |
| 5   | Mattias Ekström    | 7    | 3   | 3   | 3   | 2   | 3   | 5   | 6   | 9   | Ret  | 41     |
| 6   | Martin Tomczyk     | Ret  | Ret | 11  | 4   | 3   | 1   | 3   | 3   | 7   | Ret  | 35     |
| 7   | Jamie Green        | 8    | 6   | 1   | 9   | 9   | 5   | 12  | 14  | 4   | 5    | 27     |
| 8   | Tom Kristensen     | 1    | 12  | 8   | 8   | 8   | Ret | Ret | 2   | 18  | 15   | 21     |
| 9   | Oliver Jarvis      | 3    | Ret | Ret | 2   | Ret | Ret | 8   | 9   | 15  | 6    | 18     |
| 10  | Markus Winkelhock  | 4    | Ret | 13  | DSQ | Ret | 4   | Ret | Ret | 10  | 8    | 11     |
| 11  | Ralf Schumacher    | 9    | 10  | 6   | 10  | 11  | 7   | 9   | 13  | 5   | Ret  | 9      |
| 12  | Maro Engel         | 6    | 8   | Ret | 7   | 7   | 12  | 10  | 10  | 12  | 10   | 8      |
| 13  | Alexandre Prémat   | Ret  | Ret | Ret | DSQ | Ret | Ret | 11  | 8   | 11  | 4    | 6      |
| 14  | Mike Rockenfeller  | Ret  | 7   | 9   | Ret | 13  | 10  | 7   | 12  | 13  | 9    | 4      |
| 15  | Mathias Lauda      | 10   | 9   | 14  | Ret | 12  | 9   | Ret | 11  | 8   | 14   | 1      |
| 16  | Susie Stoddart     | Ret  | 11  | 10  | 11  | 10  | 11  | 13  | 15  | 14  | Ret  | 0      |
| 17  | Tomáš Kostka       | 11   | 13  | Ret | Ret | 14  | 15  | 14  | 16  | 17  | 11   | 0      |
| 18  | Katherine Legge    | 12   | Ret | 12  | Ret | Ret | Ret | 15  | Ret | 16  | Ret  | 0      |
| 19  | Christian Bakkerud | 14   | 14  | 15  | DSQ |     | 13  | 16  | 17  | Ret | 12   | 0      |
| 20  | Johannes Seidlitz  | 13   | DNS |     |     | Ret | 14  | 17  | 18  | Ret | 13   | 0      |
| Pos | Driver             | HOC1 | LAU | NOR | ZAN | OSC | NÜR | BRH | CAT | DIJ | HOC2 | Points |

| Cor        | Resultado             |
| ---------- | --------------------- |
| Ouro       | Vencedor              |
| Prata      | 2.º lugar             |
| Bronze     | 3.º lugar             |
| Verde      | Terminou, nos pontos  |
| Azul       | Terminou, sem pontos  |
| Púrpura    | Ret – Retirou-se      |
| Vermelho   | NQ – Não qualificado  |
| Preto      | DSQ – Desqualificado  |
| Branco     | NL – Não largou       |
| Branco     | C – Corrida cancelada |
| Azul claro | AT – Apenas Treino    |
| Sem cor    | NP – Não participou   |
| Sem cor    | Les – Lesionado       |
| Sem cor    | EX – Excluído         |